# Bunda (hvězda)
Bunda (ξ Aquarii, ξ Aqr, Ksí Aquarii) je vlastní jméno dvojhvězdy v rovníkovém souhvězdí Vodnáře. Soustava je viditelná pouhým okem jako světelný bod se zdánlivou hvězdnou velikostí 4,69m.  Poloha této soustavy v blízkosti ekliptiky znamená, že může být zakryta Měsícem.
ξ Aquarii je Bayerovo označení dvojhvězdy. Označení obou složek jako ξ Aquarii A a ξ Aquarii B vychází z konvence používané Washingtonským katalogem pro vícenásobné hvězdné systémy (WMC) a přijaté Mezinárodní astronomickou unií (IAU). Spolu s β Aquarii (Sadalsuud) tvořila perské „měsíční sídlo“ zvané Bunda. V roce 2018 schválila Pracovní skupina pro jména hvězd (WGSN) jméno Bunda pro složku ξ Aquarii A a ta je tak  zařazena do Seznamu hvězdných jmen schválených IAU.
Na základě měření paralaxy se tato soustava nachází ve vzdálenosti přibližně 179 světelných let od Slunce. Přibližuje se k nám radiální rychlostí 26 km/s.. ξ Aquarii je  spektroskopický binární systém, což znamená, že přítomnost neviditelného obíhajícího společníka lze odvodit z Dopplerových posunů ve spektrálních absorpčních čarách. Obě tělesa kolem sebe obíhají s periodou 8 016 dní s excentricitou 0,54.
Primární složka ξ Aqr A je hvězda hlavní posloupnosti spektrální třídy A7 V. Je přibližně 1,7krát hmotnější než Slunce s předpokládanou rychlostí rotace 170 km/s. Hvězda vyzařuje ze své fotosféry 36krát více než Slunce při efektivní teplotě 8 140 K. Údaje o oběžné dráze jsou konzistentní s tím, že sekundární složka  ξ Aqr B je buď červený nebo bílý trpaslík.